# François-Noël Babeuf
François-Noël Babeuf (født 23. november 1760, død 27. maj 1797), kendt som Gracchus Babeuf, var en fransk politisk agitator og journalist under den franske revolution. Han er senere beskrevet som socialist og kommunist, skønt disse ideologier ikke fandtes i hans samtid. 
Babeuf blev påvirket af Rousseau og blev af Karl Marx og Friedrich Engels betragtet som en pioner. 
Han blev guillotineret som ansvarlig for "de liges konspiration".